# Reflexiós köd

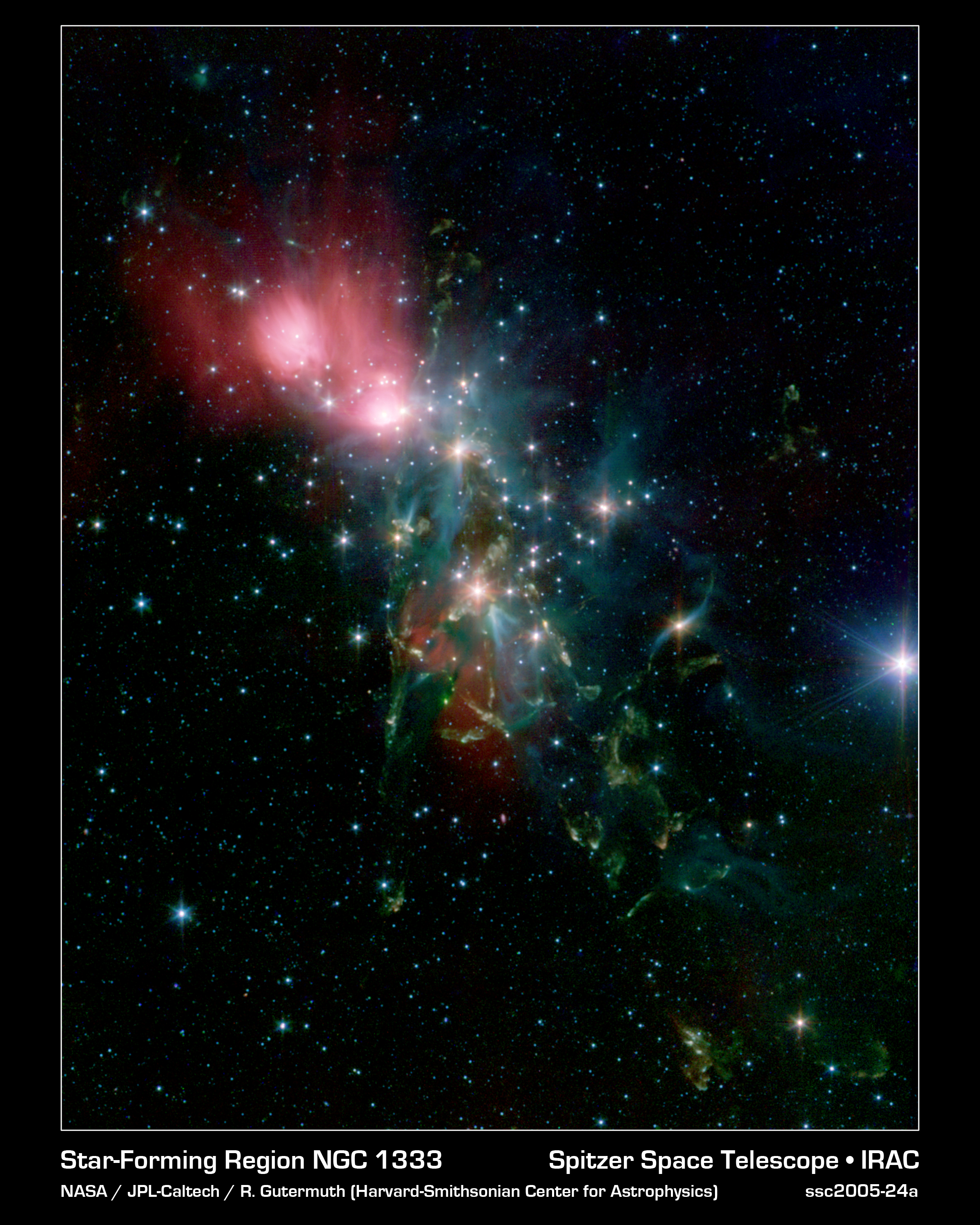
Az NGC 1333 jelű reflexiós köd, a Spitzer űrtávcső felvételén

A reflexiós köd csillagközi porból álló csillagközi felhő, amelynek nincs saját fénye, hanem a közeli csillagok fényét veri vissza. Többnyire kék színben ragyog.
Reflexiós köd akkor alakul ki, ha a közeli csillagok nem elég forróak ahhoz, hogy ionizálják a porfelhőt és emissziós ködöt hozzanak létre.